# 白い針葉樹
白い針葉樹（しろいしんようじゅ）は、長野県下伊那郡高森町にある土産メーカー・株式会社マツザワの製造する、ラング・ド・シャクッキーでホワイトチョコレートを挟んだ菓子である。
1979年（昭和54年）に福島県伊達市の不二屋食品が発売を開始。その後、順調に売上げを伸ばしたが、2007年（平成19年）、不二屋食品が福島地裁に破産手続き開始を申し立て、廃業。不二屋食品が生産する白い針葉樹のほとんどを販売していた株式会社マツザワが生産ライン一式とその商標を買い取り、生産を引継いだ。